# Чиршкаси (Маріїнсько-Посадський район)
Чиршка́си (рос. Чиршкасы, чув. Чăрăшкасси) — присілок у складі Маріїнсько-Посадського району Чувашії, Росія. Входить до складу Першочурашевського сільського поселення.
Населення — 36 осіб (2010; 171 у 2002).
Національний склад:
- чуваші — 100 %